# 1560
Відродження •  Реформація •  Доба великих географічних відкриттів •  Ганза

## Геополітична ситуація
Османську державу очолює Сулейман I Пишний (до 1566). Імператором Священної Римської імперії є Фердинанд I Габсбург (до 1564). У Франції королює Карл IX Валуа (до 1574).
Італія за винятком Папської області та Венеціанської республіки належить Священній Римській імперії.
Королем Іспанії та правителем Нижніх земель є Філіп II Розсудливий. В Португалії королює Себастьян I Бажаний (до 1578). Королевою Англії є Єлизавета I (до 1603). Королем Данії та Норвегії — Фредерік II (до 1588). Королем Швеції — Ерік XIV (до 1569). Королем Угорщини та Богемії є римський король Фердинанд I Габсбург (до 1564). Королем Польщі та Великим князем литовським є Сигізмунд II Август (до 1572). Московське князівство очолює Іван IV (до 1575).
Галичина входить до складу Польщі. Волинь та Придніпров'я належить Великому князівству Литовському.
На заході євразійських степів існують Кримське ханство, Ногайська орда. Єгиптом володіють турки. Шахом Ірану є сефевід Тахмасп I.
У Китаї править династія Мін. Значними державами Індостану є Імперія Великих Моголів, Біджапурський султанат, Віджаянагара. В Японії триває період Муроматі.
Триває підкорення Америки європейцями. На завойованих землях ацтеків існує віцекоролівство Нова Іспанія, на колишніх землях інків — Нова Кастилія.

## Події

### В Україні
- Козаки Дмитра Вишневецького в морському поході, бої з турецьким флотом за Азов, Тамань, Кафу і Очаків.
- Перша письмова згадка в документах про Южинець (Кіцманський район)[1].

### У світі
- Лівонська війна.
  - 2 серпня війська московського царства розбили сили Лівонського ордену при Ермесі, що призвело до розпуску Ордену.
- Шотландія:
  - 27 лютого шотландські лорди підписали з англійцями угоду, якою дозволили англійським військам увійти в країну, щоб прогнати французів, які захищали регентку Марію де Гіз.
  - 6 липня в Единбурзі укладено мир між Англією, Шотландією і Францією. Французи відвели війська.
  - 17 липня шотландський реформаційний парламент прийняв протестантизм.
- Франція:
  - 17 березня у Франції змовники зробили спробу захопити замок Амбуаз, де перебували молодий король та королева. Змова зазнала невдачі, понад тисячу змовників страчено.
  - 5 грудня помер король Франциск II.
  - 6 грудня королем Франції став Карл IX, десятирічний брат попереднього короля. Регентство над ним взяла Катерина Медичі.
- 12 червня у битві при Окехадзамі в Японії Ода Нобунаґа розбив військо Імаґави Йосімото.
- Данія придбала острів Сааремаа.
- Королем Швеції став Ерік XIV.
- У імперії Великих Моголів Байрам-хан втратив владу.
- Монголи захопили місто Цінхай у Китаї.

## Народились
Докладніше: Народилися 1560 року
- 7 серпня — Баторі Елізабет, угорська графиня

## Померли
- 1 січня — В Парижі у віці 38-и років помер французький поет Жоашен дю Белле.
- 19 квітня — У Віттенберзі у віці 63-х років помер Філіп Меланхтон, німецький протестантський богослов і реформатор, основний автор «Аусбурзького сповідання».
- 29 вересня — В Стокгольмі на 64 році життя помер Густав I Ваза, шведський король з 1523 року.
- 25 листопада — Андреа Доріа, генуезький адмірал і державний діяч

## Виноски
1. ↑  Южинець. Архів оригіналу за 6 березень 2016. Процитовано 25 липень 2013. [Архівовано 2016-03-06 у Wayback Machine.]